# 1996 JA1
1996 JA1 är ett jordnära objekt som upptäcktes år 1996 endast några få dagar innan det passerade jorden. Asteroiden har en diameter på cirka 170 meter (270 m enligt andra källor) och passerade med ett avstånd på mindre än 450 000 km den 19 maj.
Omloppsbanan korsar Venus, Jorden, Mars och en mycket stor del av asteroidbältet. Omloppsbanan ligger så nära jorden som 423 300 km, vilket är strax bortom månen. Nästa nära passage till jorden blir 18 maj 2033, på det betryggande avståndet av 17 200 000 km (45 gånger avståndet till månen).